# Clarence Abel
Clarence Abel   (Sault Sainte Marie, 28 de maig de 1900 - Sault Sainte Marie, 1 d'agost de 1964) va ser un jugador d'hoquei sobre gel professional estatunidenc que va competir entre 1918 i 1934.
Començà jugant en diferents equips amateurs de Michigan. El 1924 va prendre part en els Jocs Olímpics de Chamonix, on guanyà la medalla de plata en la competició d'hoquei sobre gel. Fou l'encarregat de dur la bandera estatunidenca en la cerimònia inaugural dels Jocs.
En tornar dels Jocs continuà jugant durant una temporada més a la lliga amateur, però el 1926 fitxà pels New York Rangers, de la National Hockey League. Amb aquest equip jugà durant tres temporades i guanyà la Stanley Cup de 1927-28. Entre 1929 i 1934 jugà amb els Chicago Blackhawks, amb qui guanyà la Stanley Cup de 1933-34. El 1973 fou incorporat al United States Hockey Hall of Fame.